# Family Circle Cup 1981
Il Family Circle Cup 1981 è stato un torneo di tennis giocato sulla terra verde.
È stata la 9ª edizione del Family Circle Cup, che fa parte del WTA Tour 1981.
Si è giocato al Sea Pines Plantation di Hilton Head Island negli Stati Uniti dal 6 al 12 aprile 1981.

## Campionesse

### Singolare
Chris Evert ha battuto in finale  Pam Shriver con il punteggio di 6–3, 6–2

### Doppio
Rosemary Casals /  Wendy Turnbull hanno battuto in finale  Mima Jaušovec /  Pam Shriver con il punteggio di 7–5, 7–5